# Огден (Северна Каролина)
Огден (енгл. Ogden) насељено је место без административног статуса у америчкој савезној држави Северна Каролина.

## Демографија
По попису из 2010. године број становника је 6.766, што је 1.285 (23,4%) становника више него 2000. године.
| Група             | 2000.         | 2010.         |
| Белци             | 5.250 (95,8%) | 6.287 (92,9%) |
| Афроамериканци    | 81 (1,5%)     | 120 (1,8%)    |
| Азијати           | 33 (0,6%)     | 75 (1,1%)     |
| Хиспаноамериканци | 64 (1,2%)     | 175 (2,6%)    |
| Укупно            | 5.481         | 6.766         |